# Land Rover Defender
Land Rover Defender je off-road vyráběný britskou automobilkou Land Rover. Vyráběl se od roku 1983, i když název Defender je používán až od roku 1990. Výroba skončila v lednu roku 2016. Na trh se vrátil v nové generaci v roce 2019.
Jako jediný z řad Land Roverů má Defender širokou škálu pohonných jednotek. Z benzínových to jsou: Řadový čtyřválec 2,25 l, řadový čtyřválec 2,5 l, řadový šestiválec 2,8 l od BMW, karburátorový osmiválec do 3,5 l a osmiválec do V 4.01 EFI. Dieselové agregáty začínaly u atmosférického řadového čtyřválce 2,5 l, další byl o stejném obsahu, ale přeplňovaný turbodmychadlem. Na začátku 90. let přišli s motorem s přímým vstřikem paliva TDi. Obsah a počet válců nezměněn. První generace je také označována jako 200 TDi. V roce 1994 byl motor lehce inovován, hlavně jeho komponenty a proto nese označení 300 TDI. Motory s 300 TDi z pozdější produkce měly také recirkulaci výfukových plynů a katalyzátor. V roce 1998 se začal používat první elektronicky řízený řadový pětiválec se systémem vstřikování paliva vačky – tryska označovaný jako TD5, který se používá dodneška. První motory TD5 byly bez katalyzátoru, od r. 2002 byl přidán katalyzátor a recirkulace výfukových plynů z důvodu plnění EURO2.
Celá karoserie je sestavená z jednotlivých dílů, které jsou k sobě šroubované nebo nýtované. Defender byl vždy konstruován jako pracovní auto a pro armádu. Ročně se vyrábělo kolem 25 tis. Defenderů v různých modifikacích. Označovány jsou délky šasí v palcích, proto Defender 90, 110 a 130.(Převzato: Mejznar-forum)
Na podzim roku 1989 byl Land Rover lehce pozměněn (rozměry se neměnily) a přejmenován na Defender s modely 90, 110 a 130. V prosinci 1995 byly dodány na základě vítězství v soutěži první Defendery také do armády České republiky. Defender se stal v Británii v roce 1990 nejprodávanějším 4x4. V roce 1998 se jednoduché motory TDi nemohly vyrovnat s požadavky evropských limitů hluku a emisí. Reakcí byl moderní TD BMW Td5 se systémem čerpadlo – tryska. Hlavně pro expediční účely a země třetího světa zůstala v Brazílii a Argentině zachovány výroba s TDi. Žebřinový rám podvozku, tuhé nápravy, pár podélných ramen, panhardská tyč vpředu, trojúhelníkové rameno vzadu a všude vinuté pružiny zůstaly zachovány. V terénu je Defender králem s optimálně laděným podvozkem, redukcí a světlou výškou. Pomáhá také příplatkové ABS kombinované s protiskluzovým systémem ETC, který ale absenci plnohodnotných uzávěrek nahradit plně nedokáže a ruční závěrkou mezinápravového diferenciálu. Brodivost auta je 65 cm. Defender 90 SW/110 SW/130: nájezdové úhly 48°/50°/50° a 49°/34,5°/34°. Defender má stoupavost 45°, boční náklon 45°/30°/. Vůz má pohotovostní hmotnost +1980 kg, užitečnou 780 kg.

## Model 2007
Defender dostal pro rok 2007 zcela novou přístrojovou desku. Zadní sedadla už jsou umístěna běžně, tedy v směru jízdy.